# Epoch (tillverkare)
Epoch är en svensk tillverkare och distributör av klockor som är baserat i Tullinge. Enligt egen uppgift har företaget endast svenska återförsäljare. Epoch grundades av Christer Sjöö och Mikael Sandström, som även ligger även bakom klockföretaget Sjöö Sandström.